# 卢森堡国家铁路公司
卢森堡国家铁路公司（法語：Société Nationale des Chemins de Fer Luxembourgeois，發音：[sɔsjete nasjɔnal de ʃəmɛ̃ də fɛʁ lyksɑ̃buʁʒwa]）简称卢森堡国铁（CFL，[seɛfɛl]），是卢森堡大公国的国营铁路运营商，拥有超过3000名员工，是该国第七大企业雇主。其主要经营在卢森堡境内的铁路客运业务及近30条线路的巴士业务，跨境连接则多与邻国的法国国铁、德国铁路和比利时国铁联合经营。
卢森堡国铁所运营的客运铁路车辆大部分为电联车和由电力机车牵引的推挽式列车，柴联车则保有2组。卢森堡大公国拥有卢森堡国铁92%的股权，比利时王国及法兰西共和国则分别持有该公司6%和2%的股权。
铁路货运由独立运作的附属公司——卢森堡国铁货运（CFL Cargo）经营，它将卢森堡国铁的货运业务及安赛乐米塔尔的物流业务相结合，由卢森堡国铁持有三分之二股权，安赛乐米塔尔持有余下的三分之一股权。铁路货柜运输则由卢森堡国铁联运（CFL Multimodal）负责。此外，还有洛里铁路公司（Lorry-Rail S.A.）经营由贝唐堡至法国勒布卢间的国际铁路运输业务。

## 线路网络

卢森堡国铁线路网络

卢森堡国铁的铁路运营里程为275公里，其中包括140公里的复线铁路和135公里的单线铁路。轨道总长度为617公里，其中574公里为电气化铁路。大部分电气化铁路（526公里）的运营电压采用25千伏50赫兹工频交流电，另有48公里的轨道采用3千伏直流电。
卢森堡国铁的客运主要提供6条主线服务：

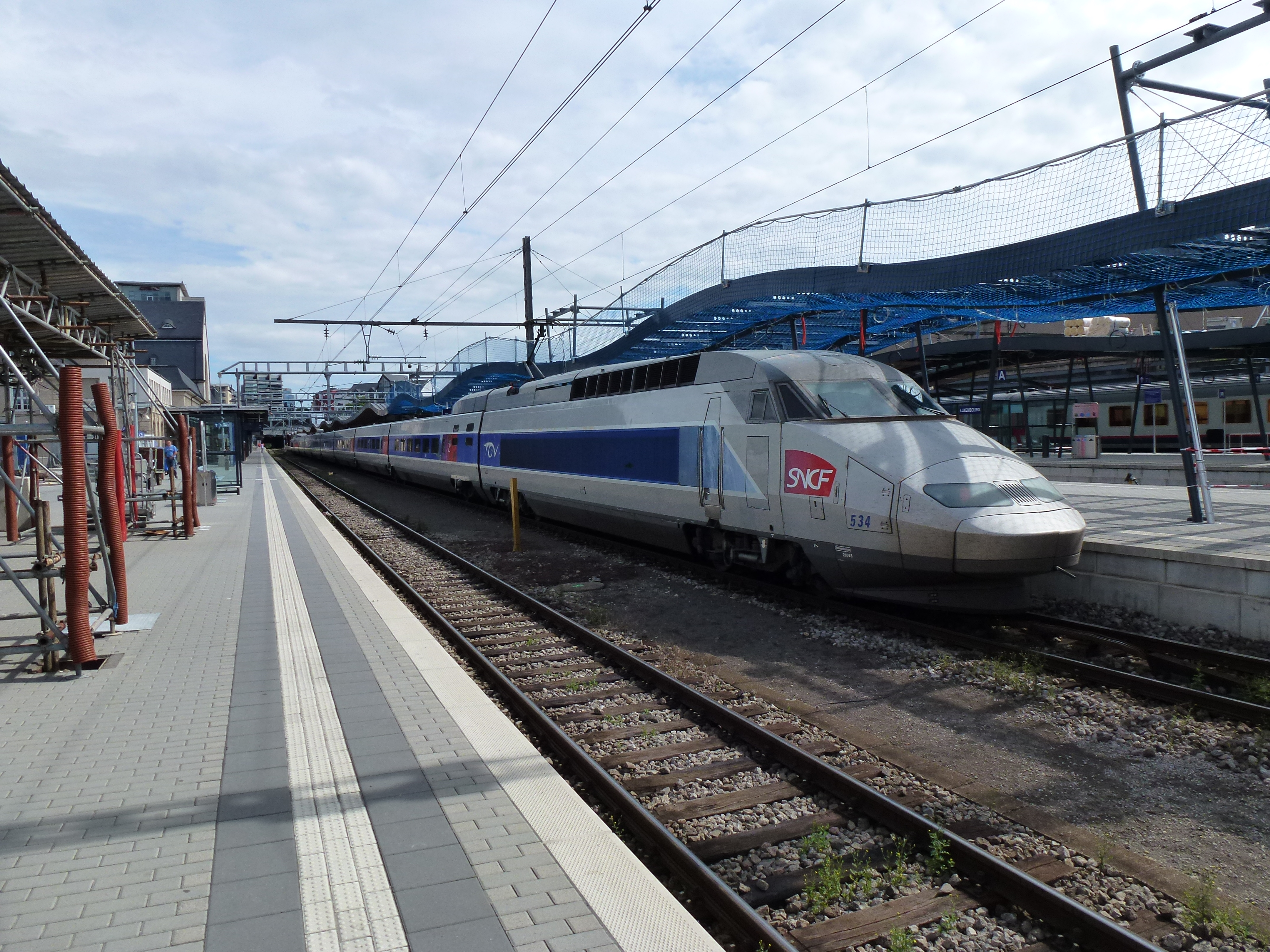
停靠于卢森堡市的一列法国国铁TGV列车

- 10号线（英语：CFL Line 10）：卢森堡市－特鲁瓦维耶日（－比利时列日）
- 30号线（英语：CFL Line 30）：卢森堡市－瓦瑟比利希（－德国特里尔）
- 50号线：卢森堡市－小贝廷根（－比利时布鲁塞尔）
- 60号线（英语：CFL Line 60）：卢森堡市－贝唐堡（－法国梅斯/南锡/第戎）
- 70号线：卢森堡市－佩唐日（－比利时欧邦日/法国隆吉永）
- 80号线：（比利时阿尔隆－）罗当日（－比利时维尔通）

在内部它们使用不同的命名系统，并分为更多的子线路：
- 1号线：卢森堡市－特鲁瓦维耶日
- 1a号线：埃特尔布吕克－迪基希
- 1b号线：考滕巴赫－维尔茨
- 2a号线：克莱因贝廷根－施泰因福特
- 2b号线：埃特尔布吕克－比森
- 3号线：卢森堡市－瓦瑟比利希
- 4号线：卢森堡市－贝尔赫姆－厄特朗日
- 5号线：卢森堡市－小贝廷根
- 6号线：卢森堡市－贝唐堡
- 6a号线：贝唐堡－阿尔泽特河畔埃施
- 6b号线：贝唐堡－迪德朗日－法国沃尔默朗日莱米讷
- 6c号线：讷尔仓日－吕姆朗日
- 6d号线：泰唐日－朗根格伦德
- 6e号线：阿尔泽特河畔埃施－法国欧丹勒蒂什
- 6f号线：阿尔泽特河畔埃施－佩唐日
- 6g号线：佩唐日－罗当日－比利时奥邦日
- 6h号线：佩唐日－罗当日－法国蒙圣马丹
- 6j号线：佩唐日－罗当日－比利时阿蒂
- 6k号线：布鲁赫贝格－法国绍伊尔布什
- 7号线：卢森堡市-佩唐日

## 机车车辆
卢森堡国铁拥有欧洲最年轻和最具现代化的车队，其全部车辆均以信用乘车的方式全天运行。其动力集中式列车主要由庞巴迪制造的双层车厢组成，并由庞巴迪TRAXX系列机车牵引。此外还有大量老式和现代化的电联车。如今卢森堡的整个客运网络均实现了电气化，原则上应不再使用柴油动力的客车。然而在连接卢森堡市－德国特里尔的路线中，仍有约一半的车次由德铁区域运输供应的柴联车运营。由于其不适用于卢森堡电力车辆的命名规则，因此被归类为628型。卢森堡国铁共拥有2组该型车。而在极小部分未通电的区段中，则仍然使用柴油机车。在未来的计划中，卢森堡国铁订购了8组斯塔德勒KISS型双层电联车将自2014年12月起投入卢森堡市－德国科布伦茨的区域快车1号线中运营。
| 型号   | 外观 | 制造商               | 制造年份            | 编组 | 数量 | 动力               | 电压                       | 最高时速     |
| ------ | ---- | -------------------- | ------------------- | ---- | ---- | ------------------ | -------------------------- | ------------ |
| 2000型 |      | 阿尔斯通             | 1990-1992           | 2节  | 22组 | 电联车             | 25千伏交流电               | 160公里/小时 |
| 2200型 |      | 阿尔斯通、庞巴迪运输 | 2004-2006 2009-2010 | 3节  | 22组 | 电联车             | 1.5千伏直流电 25千伏交流电 | 160公里/小时 |
| 628型  |      | 杜塞尔多夫车辆厂     | 1994                | 2节  | 2组  | 柴联车             | n/a                        | 120公里/小时 |
| 3000型 |      | 阿尔斯通             | 1997-2001           | n/a  | 17台 | 电力机车           | 3千伏直流电 25千伏交流电   | 200公里/小时 |
| 4000型 |      | 庞巴迪运输           | 2004-2005           | n/a  | 16台 | 电力机车           | 15千伏交流电 25千伏交流电  | 140公里/小时 |
| 500型  |      |                      | 1996                | n/a  | 4台  | 柴油机车（调车）   | n/a                        | 60公里/小时  |
| 1000型 |      |                      | 1972                | n/a  | 3台  | 柴油机车（调车）   | n/a                        | 60公里/小时  |
| 1010型 |      |                      | 1964                | n/a  | 1台  | 柴油机车（调车）   | n/a                        | 24公里/小时  |
| 1020型 |      |                      | 1952                | n/a  | 3台  | 柴油机车（调车）   | n/a                        | 24公里/小时  |
| 1030型 |      | 延巴赫工厂           | 1988                | n/a  | 3台  | 柴油机车（调车）   | n/a                        | 60公里/小时  |
| 1050型 |      |                      | 1980                | n/a  | 3台  | 柴油机车（工程车） | n/a                        | 80公里/小时  |
| 1060型 |      |                      | 1985                | n/a  | 2台  | 柴油机车（工程车） | n/a                        | 80公里/小时  |